# Вальдашафф
Вальдашафф (нім. Waldaschaff) — громада в Німеччині, розташована в землі Баварія. Підпорядковується адміністративному округу Нижня Франконія. Входить до складу району Ашаффенбург. 
Площа — 6,60 км2. Населення становить 4162 ос. (станом на 31 грудня 2020).